# Wolfsberger AC
Wolfsberger AC, hay còn gọi Wolfsberg hay đơn giản WAC, là một câu lạc bộ bóng đá Áo có trụ sở ởWolfsberg, Carinthia, hiện tại thi đấu ở Giải vô địch quốc gia Áo. Từ mùa giải 2007–08 đến mùa giải 2011–12, Wolfsberger AC hợp tác với SK St. Andrä, thi đấu với tên gọi WAC/St. Andrä trong khoảng thời gian đó. Hiện tại câu lạc bộ có tên gọi RZ Pellets WAC vì lý do tài trợ.
Sau nhiều năm thi đấu ở các hạng dưới, Wolfsberger AC kết thúc mùa giải 2011–12 khi vô địch Giải bóng đá hạng nhất quốc gia Áo 2011–12 và giành quyền thăng hạng Giải vô địch quốc gia Áo lần đầu tiên trong lịch sử câu lạc bộ, và kết thúc ở vị trí thứ 5 tại Giải bóng đá vô địch quốc gia Áo 2012–13 .
Wolfsberg về đích thứ 3 tại Giải bóng đá vô địch quốc gia Áo 2018–19 và giành quyền tham dự vòng bảng UEFA Europa League 2019–20. Đội xếp thứ 4 ở Bảng J UEFA Europa League mùa giải 2019–20.

## Danh hiệu

### Quốc nội

#### Giải vô địch
- 2. Liga:
  - Vô địch (1): 2011–12

## Thành tích tại đấu trường châu Âu
| Mùa giải | Giải đấu           | Vòng   | Đối thủ                  | Sân nhà | Sân khách | Tổng tỉ số   |
| -------- | ------------------ | ------ | ------------------------ | ------- | --------- | ------------ |
| 2015–16  | UEFA Europa League | 2Q     | Shakhtyor Soligorsk      | 2–0     | 1–0       | 3–0          |
| 2015–16  | UEFA Europa League | 3Q     | Borussia Dortmund        | 0–1     | 0–5       | 0–6          |
| 2019–20  | UEFA Europa League | Bảng J | Roma                     | 1–1     | 2–2       | thứ 4 trên 4 |
| 2019–20  | UEFA Europa League | Bảng J | Borussia Mönchengladbach | 0–1     | 4–0       | thứ 4 trên 4 |
| 2019–20  | UEFA Europa League | Bảng J | İstanbul Başakşehir      | 0–3     | 0–1       | thứ 4 trên 4 |
| 2020–21  | UEFA Europa League | Bảng K | CSKA Moscow              | 1–1     | 1–0       | thứ 2 trên 4 |
| 2020–21  | UEFA Europa League | Bảng K | Dinamo Zagreb            | 0–3     | 0–1       | thứ 2 trên 4 |
| 2020–21  | UEFA Europa League | Bảng K | Feyenoord                | 1–0     | 4–1       | thứ 2 trên 4 |
| 2020–21  | UEFA Europa League | R32    | Tottenham Hotspur        | 1–4     | 0–4       | 1–8          |

## Đội hình hiện tại
Tính đến 8 tháng 1 năm 2022
Ghi chú: Quốc kỳ chỉ đội tuyển quốc gia được xác định rõ trong điều lệ tư cách FIFA. Các cầu thủ có thể giữ hơn một quốc tịch ngoài FIFA.
| Số | VT | Quốc gia | Cầu thủ             |
| -- | -- | -------- | ------------------- |
| 4  | HV | Áo       | David Gugganig      |
| 6  | TV | Áo       | Nikolas Veratschnig |
| 7  | TV | Israel   | Eliel Peretz        |
| 8  | TĐ | Sénégal  | Cheikhou Dieng      |
| 9  | TĐ | Croatia  | Dario Vizinger      |
| 10 | TV | Áo       | Michael Liendl      |
| 11 | TĐ | Israel   | Tai Baribo          |
| 16 | TV | Áo       | Mario Leitgeb       |
| 17 | HV | Áo       | Jonathan Scherzer   |
| 18 | TĐ | Áo       | Thorsten Röcher     |
| 19 | TV | Áo       | Sven Sprangler      |
| 20 | TV | Ghana    | Augustine Boakye    |
| 21 | TM | Áo       | David Skubl         |

| Số | VT | Quốc gia             | Cầu thủ                                |
| -- | -- | -------------------- | -------------------------------------- |
| 22 | HV | Áo                   | Dominik Baumgartner                    |
| 23 | TV | Áo                   | Lukas Schöfl                           |
| 24 | TV | Áo                   | Christopher Wernitznig                 |
| 27 | HV | Áo                   | Michael Novak                          |
| 29 | TM | Áo                   | Manuel Kuttin                          |
| 30 | TV | Áo                   | Matthäus Taferner                      |
| 31 | TM | Áo                   | Alexander Kofler                       |
| 33 | TV | Áo                   | Kai Stratznig                          |
| 34 | TĐ | Áo                   | Marcel Holzer                          |
| 44 | HV | Gruzia               | Luka Lochoshvili                       |
| 77 | HV | Bosna và Hercegovina | Amar Dedić (mượn từ Red Bull Salzburg) |
| 97 | TV | Áo                   | Adis Jasic                             |

### Cho mượn
Ghi chú: Quốc kỳ chỉ đội tuyển quốc gia được xác định rõ trong điều lệ tư cách FIFA. Các cầu thủ có thể giữ hơn một quốc tịch ngoài FIFA.
| Số | VT | Quốc gia | Cầu thủ                                |
| -- | -- | -------- | -------------------------------------- |
| —  | HV | Gruzia   | Guram Giorbelidze (tại Dynamo Dresden) |

| Số | VT | Quốc gia | Cầu thủ                         |
| -- | -- | -------- | ------------------------------- |
| —  | TV | Áo       | Joshua Steiger (tại SV Lafnitz) |

## Huấn luyện viên
- Helmut Kirisits (7 tháng 4 năm 1989 – 4 tháng 11 năm 1990, 7 tháng 6 năm 1991 – 30 tháng 6 năm 1991, 13 tháng 10 năm 1992 – 17 tháng 10 năm 1995)
- Hans-Peter Buchleitner (1 tháng 7 năm 1995 – 30 tháng 6 năm 1997)
- Peter Hrstic (1 tháng 7 năm 2007 – 26 tháng 10 năm 2008)
- Hans-Peter Buchleitner (27 tháng 10 năm 2008 – 9 tháng 5 năm 2010)
- Nenad Bjelica (10 tháng 5 năm 2010 – 17 tháng 6 năm 2013)
- Slobodan Grubor (17 tháng 6 năm 2013 – 1 tháng 9 năm 2013)
- Dietmar Kühbauer (2 tháng 9 năm 2013 – 25 tháng 11 năm 2015)
- Heimo Pfeifenberger (25 tháng 11 năm 2015 – 17 tháng 3 năm 2018)[2]
- Robert Ibertsberger (tạm quyền) (18 tháng 3 năm 2018 – 31 tháng 5 năm 2018)
- Christian Ilzer (1 tháng 6 năm 2018 – 30 tháng 6 năm 2019)
- Gerhard Struber (1 tháng 7 năm 2019 – 19 tháng 11 năm 2019)
- Mohamed Sahli (tạm quyền) (20 tháng 11 năm 2019 – 31 tháng 12 năm 2019)
- Ferdinand Feldhofer (1 tháng 1 năm 2020 – nay)